# Иконому, Периклис
Периклис Иконому (греч.  Περικλής Οικονόμου 1922—1949) — греческий коммунист, участник Греческого Сопротивления и Гражданской войны в Греции. Организатор и первый командир Кавалерийской бригады Демократической армии Греции

## Биография
Периклис Иконому родился в 1922 году в бедной крестьянской семье в селе Леондари
нома Кардица Фессалии.
С началом тройной, германо-итало-болгарской, оккупации Греции (1941—1944), вступил в компартию и воевал в составе Кавалерийской бригады народно-освободительной армии.
После освобождения страны и столкновения с английской армией (декабрь 1944 — январь 1945), командование народно-освободительной армии (ЭЛАС) и руководство компартии, полагая что это приведёт к примирению в стране, пошли на подписание Варкизского соглашения.
Соглашение предусматривало ряд мер по примирению и демократизации страны, но обязывало ЭЛАС разоружить все свои соединения.
28 февраля 1945 года части ЭЛАС, в том числе и Кавалерийская бригада, сдали своё оружие временному правительству и англичанам:794.
Однако надежды компартии, что подписание Варкизского соглашения приведёт к примирению, не оправдались.
Наступил период «Белого террора», в ходе которого группы иррегулярных монархистов и бывших коллаборационистов терроризировали и убивали безоружных бойцов ЭЛАС.
Многие бывшие кавалеристы бригады, включая её командира Тасоса (Букуваласа) были гонимы и заключены в тюрьмы:799.
Сам Иконому был неоднократно арестован и подвергнут пыткам, после чего бежал в горы, где бывшие бойцы ЭЛАС находили убежище и стали образовывать отряды самообороны.
К началу 1946 года гражданская война (1946—1949) была уже реальностью:Α-295.
С началом войны Демократическая армия Греции, попыталась воссоздать кавалерийскую бригаду периода оккупации (1941—1944).
Регионом создания новой бригады вновь стала Фессалия, представляющая собой равнину окружённую горами.
Поскольку бывшие офицеры ЭЛАС высшего и среднего звена были в ссылке или в тюрьмах, инициативу по созданию соединений Демократической армии взяли на себя младшие по званию и возрасту офицеры.
В частности инициатором создания Кавалерийской бригады Демократической армии выступил воевавший в Кавалерийской бригаде ЭЛАС двадцатичетырёхлетний «капитан Газис» (Периклис Иконому), который и стал её первым командиром.
Нет достоверной информации почему Иконому избрал себе этот псевдоним, не исключено что он связан с именем его земляка, Антимоса Газиса (1758—1828), лидера фессалийцев в Освободительной войне Греции (1821—1829).
Впоследствии командиром Бригады был назначен Стефанос Манакас (псевдоним «Стефос»), в то время как «Газис» стал начальником штаба Бригады. Но в народе, и, даже, королевскими войсками Бригада по прежнему именовалась «Кавалерия Газиса».
Примечательно, что выжившие бойцы Бригады в старости продолжали писать, что они воевали в «Кавалерии Газиса», что было определённой исторической несправедливостью по отношению к командиру Бригады, «Стефосу».
Фраза «Идёт Газис!» в течение трёх лет внушала страх иррегулярным отрядам монархистов и жандармерии.
В составе Бригады, Иконому принял участие в больших и малых боях в регионах Фессалии, Западной Македонии и Средней Греции, включая занятие городв Кардица (декабрь 1948) и Карпенисион (январь 1949).
За нескольку дней до смерти Периклиса Иконому, на стрельбище Мезурло города Лариса была расстреляна его жена, Анаста (Анастасия) Сфика.
Периклис Иконому (Газис) погиб 8 марта 1949 года в Бою при Добрузи при попытке Бригады вырваться из окружения.
Тела погибших в Добрузи Иконому и его товарищей были похоронены в братской могиле перед оградой кладбища Итеа Кардицы, поскольку власти не позволили захоронить на кладбище тех, кого они именовали «предателями» и «бандитами».
Сегодня на кладбище в Итеа установлена мемориальная доска в память бойцов Кавалерийской бригады ДАГ, перед которой организации ветеранов войны и их наследники, ежегодно, отмечают память павших бойцов «Кавалерии Газиса».